# Adinfer
Adinfer [adɛ̃fɛʁ] est une commune française située dans le département du Pas-de-Calais en région Hauts-de-France. Ses habitants sont appelés les Adinférrois et les Adinférroises.

## Géographie

### Localisation
Adinfer est un village qui est situé en Artois dans le Pas-de-Calais, à  12 km au sud-ouest d'Arras, 22 km au nor d'Albert, 38 km à l'ouest de Cambrai et 45 km au nord-est d'Amiens.
Le territoire de la commune est limitrophe de ceux de six communes.
Les communes limitrophes sont Blairville, Monchy-au-Bois, Ransart, Boiry-Sainte-Rictrude, Douchy-lès-Ayette et Hendecourt-lès-Ransart.

### Géologie et relief
La superficie de la commune est de 6,19 km2 ; son altitude varie de 100  à   149 mètres.

### Hydrographie
La commune est située dans le bassin Artois-Picardie. Elle n'est drainée par aucun cours d'eau,.

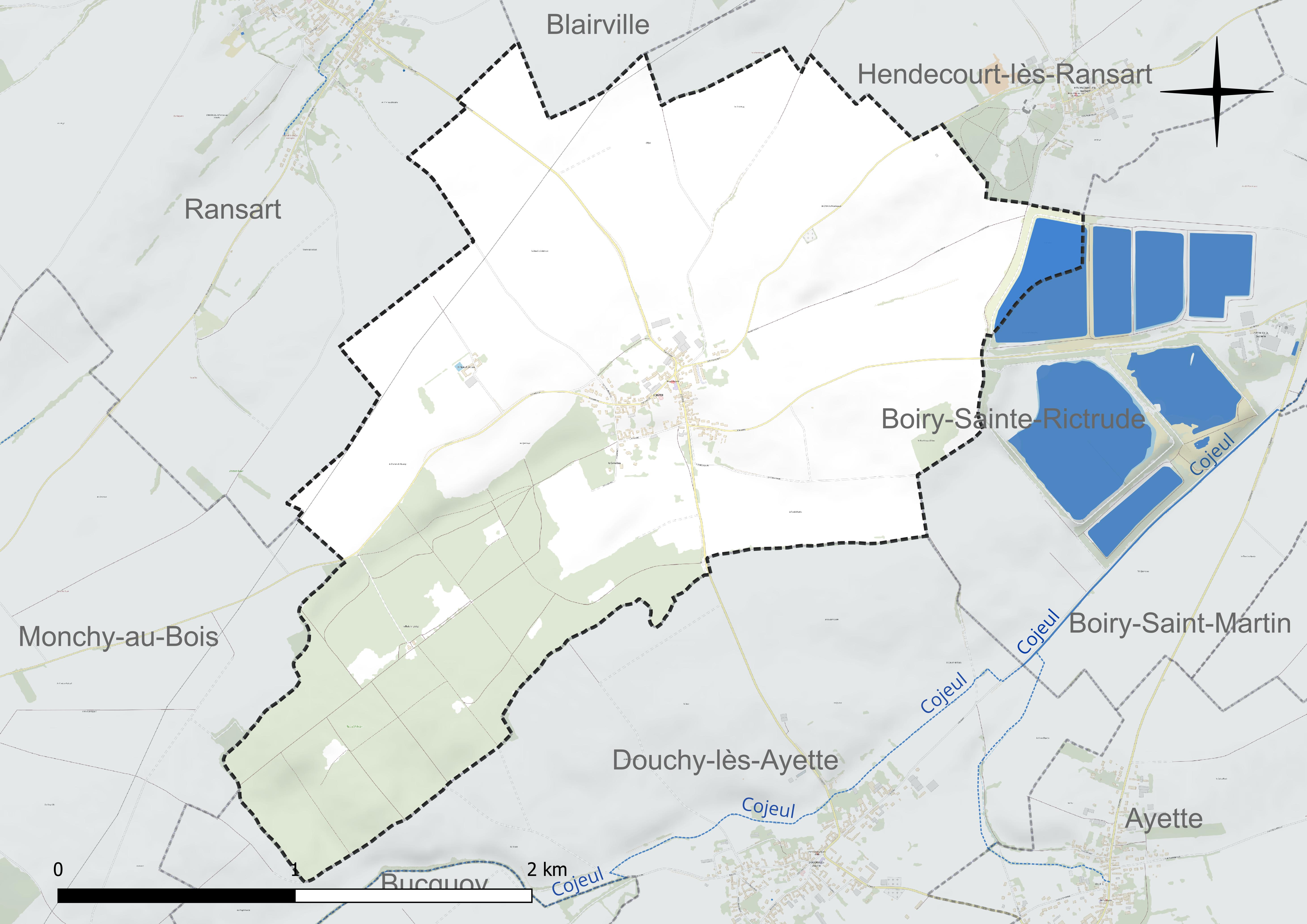
Réseau hydrographique d'Adinfer.

### Climat
Pour des articles plus généraux, voir Climat des Hauts-de-France et Climat du Pas-de-Calais.
En 2010, le climat de la commune est de type climat océanique dégradé des plaines du Centre et du Nord, selon une étude du CNRS s'appuyant sur une série de données couvrant la période 1971-2000. En 2020, Météo-France publie une typologie des climats de la France métropolitaine dans laquelle la commune est exposée à un climat océanique et est dans la région climatique Nord-est du bassin Parisien, caractérisée par un ensoleillement médiocre, une pluviométrie moyenne régulièrement répartie au cours de l'année et un hiver froid (3 °C).
Pour la période 1971-2000, la température annuelle moyenne est de 10,1 °C, avec une amplitude thermique annuelle de 14 °C. Le cumul annuel moyen de précipitations est de 824 mm, avec 11,8 jours de précipitations en janvier et 9,2 jours en juillet. Pour la période 1991-2020, la température moyenne annuelle observée sur la station météorologique la plus proche, située sur la commune de Saulty à 13 km à vol d'oiseau, est de 10,4 °C et le cumul annuel moyen de précipitations est de 899,7 mm,. Pour l'avenir, les paramètres climatiques de la commune estimés pour 2050 selon différents scénarios d'émission de gaz à effet de serre sont consultables sur un site dédié publié par Météo-France en novembre 2022.

### Paysages
Pour un article plus général, voir Paysage en France.
La commune s’inscrit dans les « paysages des grandes plaines arrageoises et cambrésiennes » tels qu'ils sont définis dans l'atlas de paysages de la région Nord-Pas-de-Calais, conçu par la direction régionale de l'Environnement, de l'Aménagement et du Logement (DREAL),. 
Ces « paysages des grandes plaines arrageoises et cambrésiennes », qui concernent 238 communes, sont constitués de 80,36 % de cultures, de 8,01 % d'espaces artificialisés avec les communes principales de Cambrai, Caudry, Bapaume et Avesnes-le-Comte, de 7,25 % de prairies naturelles, permanentes, de 3,19 % de forêts et de milieux semi-naturels, 0,77 % de friches industrielles, de 0,38 % de cours d'eau et plan d'eau et de 0,04 % d’espaces industriels. Ces paysages sont dominés par les « grandes cultures » de céréales et de betteraves industrielles qui représentent 70 % de la surface agricole utilisée (SAU).

## Urbanisme

### Typologie
Au 1er janvier 2024, Adinfer est catégorisée commune rurale à habitat dispersé, selon la nouvelle grille communale de densité à sept niveaux définie par l'Insee en 2022.
Elle est située hors unité urbaine. Par ailleurs la commune fait partie de l'aire d'attraction d'Arras, dont elle est une commune de la couronne,. Cette aire, qui regroupe 163 communes, est catégorisée dans les aires de 50 000 à moins de 200 000 habitants,.

### Occupation des sols
L'occupation des sols de la commune, telle qu'elle ressort de la base de données européenne d'occupation biophysique des sols Corine Land Cover (CLC), est marquée par l'importance des territoires agricoles (68,3 % en 2018), en diminution par rapport à 1990 (72,3 %). La répartition détaillée en 2018 est la suivante : 
terres arables (68,3 %), forêts (26,3 %), zones urbanisées (4 %), zones industrielles ou commerciales et réseaux de communication (1,4 %). L'évolution de l'occupation des sols de la commune et de ses infrastructures peut être observée sur les différentes représentations cartographiques du territoire : la carte de Cassini (XVIIIe siècle), la carte d'état-major (1820-1866) et les cartes ou photos aériennes de l'IGN pour la période actuelle (1950 à aujourd'hui).

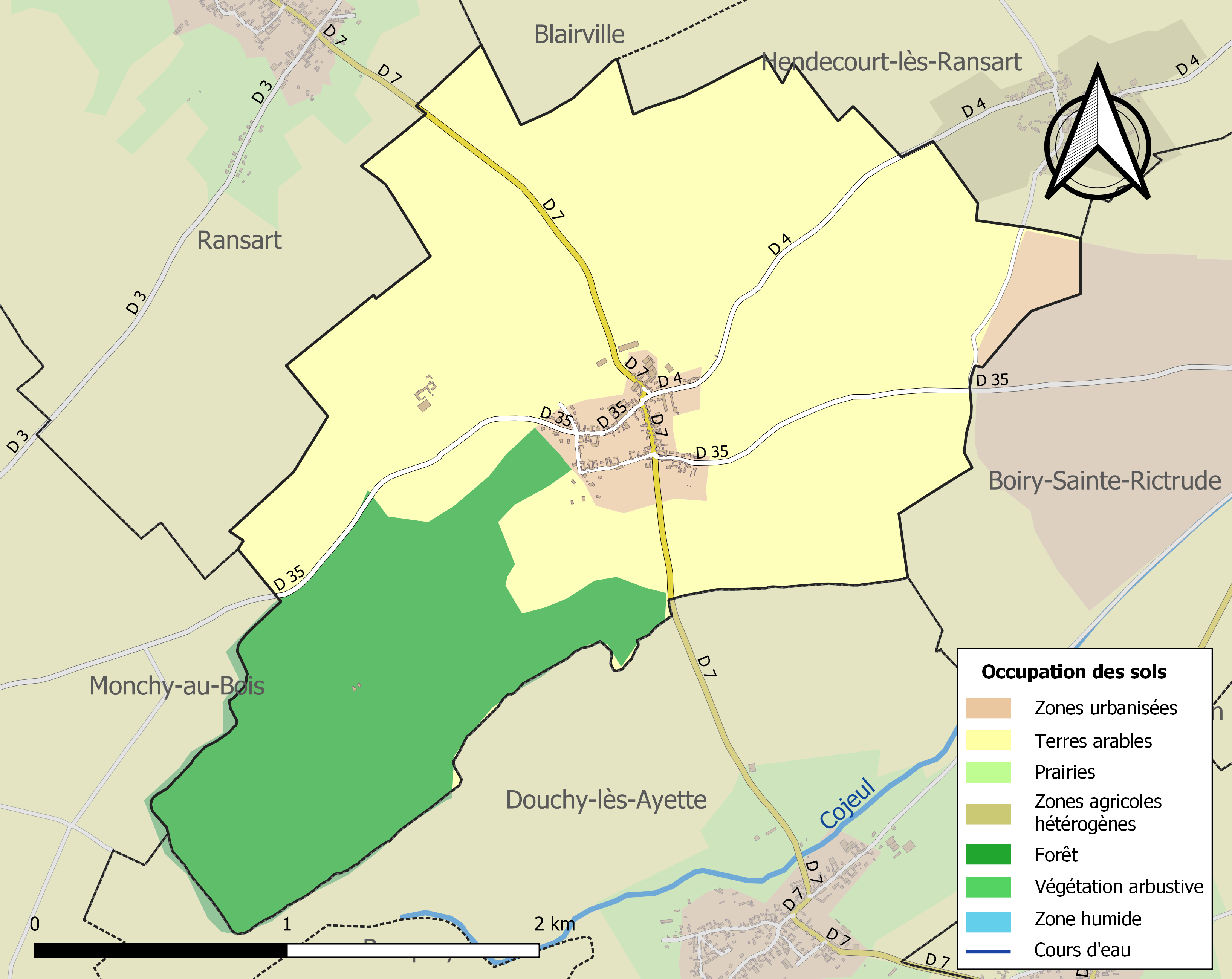
Carte des infrastructures et de l'occupation des sols de la commune en 2018 (CLC).

### Lieux-dits, hameaux et écarts
Le hameau du Bois-Guislain, à 1,5 km du chef-lieu communal, est composé d'une ferme et de quatre habitations.

### Voies de communication et transports
Adinfer est aisément accessible depuis la route nationale 25 ou l'ancienne route nationale 319 (actuelle RD 919) qui relie Arras à Albert.
Les stations de chemin de fer les plus proches sont la gare d'Arras (TGV), la gare de Boisleux (à 6,5 Km) et la Gare d'Achiet (à 11 Km).
Une ligne d'autocars  fonctionne entre Puisieux et Arras via Adinfer.

## Toponymie
Le nom de la localité est attesté sous les formes Andifer au XIe siècle, Andifer en 1154, Candifer en 1170, Antifer en 1177, Audinfer en 1801[réf. nécessaire].
Homonymie avec Antifer (Andifer XIIe siècle), nom d'un cap en Seine-Maritime (Normandie), Antifer (Andifer XIIIe siècle), même département, et Landifer (avec agglutination de l'article défini l'), hameau de Maine-et-Loire (Anjou). Formation toponymique obscure. Les diverses hypothèses formulées ne sont pas pertinentes. L'élément initial And- représente peut-être la particule intensive gauloise « très » que l'on rencontre dans Anderitum > Anterrieux (Cantal).

## Histoire
Un atelier préhistorique est découvert au lieu-dit les Quatorze, en 1894, attestant d'une présence très ancienne dans la localité.
Des traces d'occupation romaine et gallo-romaine sont relevées la même année.
Sous l'Ancien Régime, le village relevait de la province d'Artois, de l'intendance d'Amiens jusque 1754 puis  de celle de Lille, de la subdélégation, et du gouvernement .d' Arras. Dans l'ordre religieux, la paroisse relevait du diocèse d'Arras, dr l'Archidiaconé de la même ville et du doyenné de Pas-en-Artois.
Le village est considéré comme détruit à la fin de la Première Guerre mondiale et est décoré de la croix de guerre 1914-1918, le 23 septembre 1920. En octobre 1914, l'artillerie allemande était située à l'ouest d'Adinfer, et était visée par l'artillerie française implantée entre Berneville et Beaumetz-lès-Loges.

## Politique et administration

### Découpage territorial
La commune se trouve dans l'arrondissement d'Arras du département du Pas-de-Calais.

#### Commune et intercommunalités
Adinfer était membre de la communauté de communes des vertes vallées, un établissement public de coopération intercommunale (EPCI) à fiscalité propre créé en 2001 et auquel la commune avait transféré un certain nombre de ses compétences, dans les conditions déterminées par le code général des collectivités territoriales.
Une première fusion intervient en 2013, et cette première intercommunalité se fond dans la communauté de communes La Porte des Vallées.
Dans le cadre des dispositions de la loi portant nouvelle organisation territoriale de la République du 7 août 2015, qui prévoit que les établissements publics de coopération intercommunale (EPCI) à fiscalité propre doivent avoir un minimum de 15 000 habitants, la communauté de communes La Porte des Vallées qui n'atteignait pas le seuil requis  a fusionné avec sa voisine pour former, le 1er janvier 2017, la communauté de communes du Haut Pays du Montreuillois dont est désormais membre la commune.

#### Circonscriptions administratives
La commune faisait partie depuis 1801 du canton de Beaumetz-lès-Loges. Dans le cadre du redécoupage cantonal de 2014 en France, cette circonscription administrative territoriale a disparu, et le canton n'est plus qu'une circonscription électorale.
Pour les élections départementales, la commune fait partie depuis 2014 du canton d'Avesnes-le-Comte.

#### Circonscriptions électorales
Pour l'élection des députés, la commune fait partie de la première circonscription du Pas-de-Calais.

### Autres élections

#### Élection présidentielle de 2012
Lors du second pour de l'Élection présidentielle de 2012, 57,75 % des suffrages exprimés se sont portés sur Nicolas Sarkozy (UMP) et 42,25 % sur François Hollande (PS). 14,29 % des électeurs se sont abstenus.

#### Élection présidentielle de 2017
Pour  le second tour de celle de 2017, 53,19 % des sufrrages exprimés se sont portés sur Emmanuel Macron (LREM) et 46,81 % sur Marine Le Pen (FN). 15,38 % des électeurs se sont abstenus.

## Équipements et services publics

### Enseignement
En 2020, les enfants de la commune sont scolarisés au sein d'un regroupement pédagogique, le RP Brahms, qui rassemble Ficheux, Ransart, Adinfer, Monchy-au-Bois, Hendecourt-lès-Ransart et Blairville et le village accueille la classe de CM1 et CM2. Pour l'année scolaire 2013-2014, la structure accueille 180 enfants.
Les élèves poursuivent habituellement leur scolarité au collège François-Mitterrand d'Arras.

### Justice, sécurité, secours et défense
La commune dépend du tribunal judiciaire d'Arras, du conseil de prud'hommes d'Arras, de la cour d'appel de Douai, du tribunal de commerce d'Arras, du tribunal administratif de Lille, de la cour administrative d'appel de Douai et du tribunal pour enfants d'Arras.

## Population et société

### Démographie
Les habitants sont appelés les Adinférrois,.

#### Évolution démographique
L'évolution du nombre d'habitants est connue à travers les recensements de la population effectués dans la commune depuis 1793. Pour les communes de moins de 10 000 habitants, une enquête de recensement portant sur toute la population est réalisée tous les cinq ans, les populations de référence des années intermédiaires étant quant à elles estimées par interpolation ou extrapolation. Pour la commune, le premier recensement exhaustif entrant dans le cadre du nouveau dispositif a été réalisé en 2005.

En 2022, la commune comptait 283 habitants, en évolution de +10,55 % par rapport à 2016 (Pas-de-Calais : −0,72 %, France hors Mayotte : +2,11 %).
| 1793 | 1800 | 1806 | 1821 | 1831 | 1836 | 1841 | 1846 | 1851 |
| ---- | ---- | ---- | ---- | ---- | ---- | ---- | ---- | ---- |
| 212  | 243  | 258  | 301  | 339  | 345  | 347  | 374  | 372  |

| 1856 | 1861 | 1866 | 1872 | 1876 | 1881 | 1886 | 1891 | 1896 |
| ---- | ---- | ---- | ---- | ---- | ---- | ---- | ---- | ---- |
| 377  | 366  | 355  | 330  | 326  | 291  | 284  | 322  | 362  |

| 1901 | 1906 | 1911 | 1921 | 1926 | 1931 | 1936 | 1946 | 1954 |
| ---- | ---- | ---- | ---- | ---- | ---- | ---- | ---- | ---- |
| 349  | 339  | 337  | 191  | 243  | 244  | 241  | 237  | 236  |

| 1962 | 1968 | 1975 | 1982 | 1990 | 1999 | 2005 | 2006 | 2010 |
| ---- | ---- | ---- | ---- | ---- | ---- | ---- | ---- | ---- |
| 241  | 211  | 194  | 192  | 200  | 212  | 214  | 216  | 237  |

| 2015 | 2020 | 2022 | - | - | - | - | - | - |
| ---- | ---- | ---- | - | - | - | - | - | - |
| 250  | 282  | 283  | - | - | - | - | - | - |

#### Pyramide des âges
La population de la commune est relativement jeune.
En 2018, le taux de personnes d'un âge inférieur à 30 ans s'élève à 37,5 %, soit au-dessus de la moyenne départementale (36,7 %). À l'inverse, le taux de personnes d'âge supérieur à 60 ans est de 19,5 % la même année, alors qu'il est de 24,9 % au niveau départemental.
En 2018, la commune comptait 136 hommes pour 131 femmes, soit un taux de 50,94 % d'hommes, largement supérieur au taux départemental (48,5 %).
Les pyramides des âges de la commune et du département s'établissent comme suit.
| Hommes | Classe d’âge | Femmes |
| ------ | ------------ | ------ |
| 0,0    | 90 ou +      | 0,0    |
| 4,9    | 75-89 ans    | 9,4    |
| 14,6   | 60-74 ans    | 10,1   |
| 21,5   | 45-59 ans    | 21,7   |
| 20,8   | 30-44 ans    | 21,7   |
| 14,6   | 15-29 ans    | 14,5   |
| 23,6   | 0-14 ans     | 22,5   |

| Hommes | Classe d’âge | Femmes |
| ------ | ------------ | ------ |
| 0,5    | 90 ou +      | 1,6    |
| 5,6    | 75-89 ans    | 8,9    |
| 16,7   | 60-74 ans    | 18,1   |
| 20,2   | 45-59 ans    | 19,2   |
| 18,9   | 30-44 ans    | 18,1   |
| 18,2   | 15-29 ans    | 16,2   |
| 19,9   | 0-14 ans     | 17,9   |

### Sports et loisirs
La commune est traversée par plusieurs sentiers de randonnée : 
- Le sentier des Gressiéres (8 km, 2h00) Au départ de l'église d'Hendecourt-lès-Ransart, entre Hendecourt-lès-Ransart, Ficheux et Adinfer
- Le sentier des Mayes : (10 km, 2h30) Au départ de l'église d'Adinfer, entre Adinfer, Ransart et Blairville
- Le sentier des Templiers : (11 km, 3h00) Au départ de la Place des Tilleuls, entre Blairville, Adinfer et Ransart
- Le sentier du Bois d'Adinfer (15 km, 3h45) Au départ de Bucquoy.

### Cultes
Pour le culte catholique, la paroisse Notre-Dame de l'Espérance en Artois  est rattachée au diocèse d'Arras, au doyenné  du Pas-en-Artois.

## Culture locale et patrimoine

### Lieux et monuments
- Le bois Impérial, qui s'étend sur 170 ha[16], est un bois privé, dont seule  l'Allée Communale est accessible au public. De nombreux bosquets et bouquets d'arbres agrémentent l'agglomération.
- L'église Saint-Nicolas, reconstruite après la Première Guerre mondiale. En 2021, un filet est installé pour éviter les chutes de pierres[40].
- Le monument aux morts[41].
- Le vieil abreuvoir devenu aire de jeux pour les enfants.
- Le site de la forteresse de Robert de Hames.
- La ferme seigneuriale des comtes d'Egmont (emplacement).

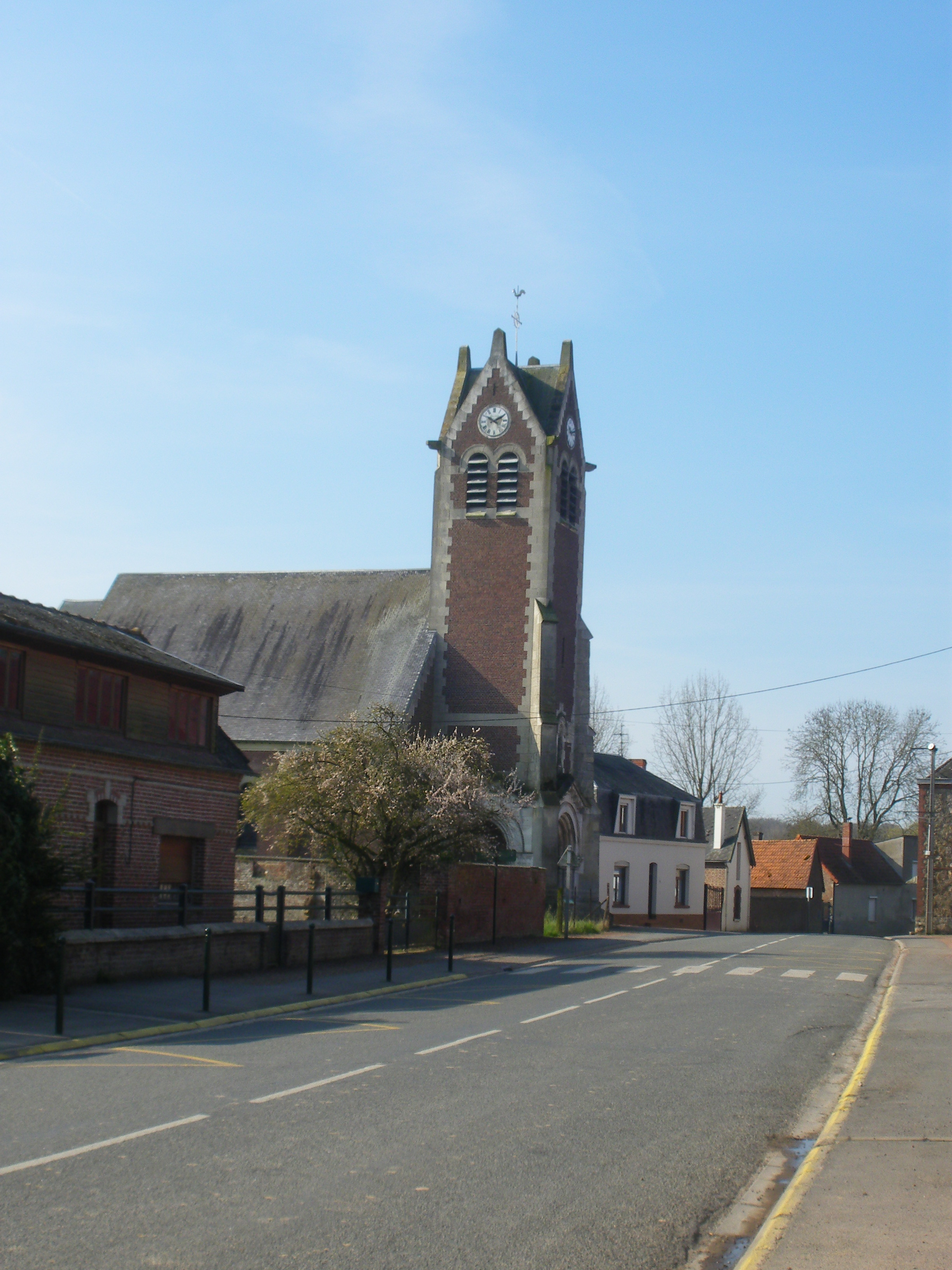
L'église.
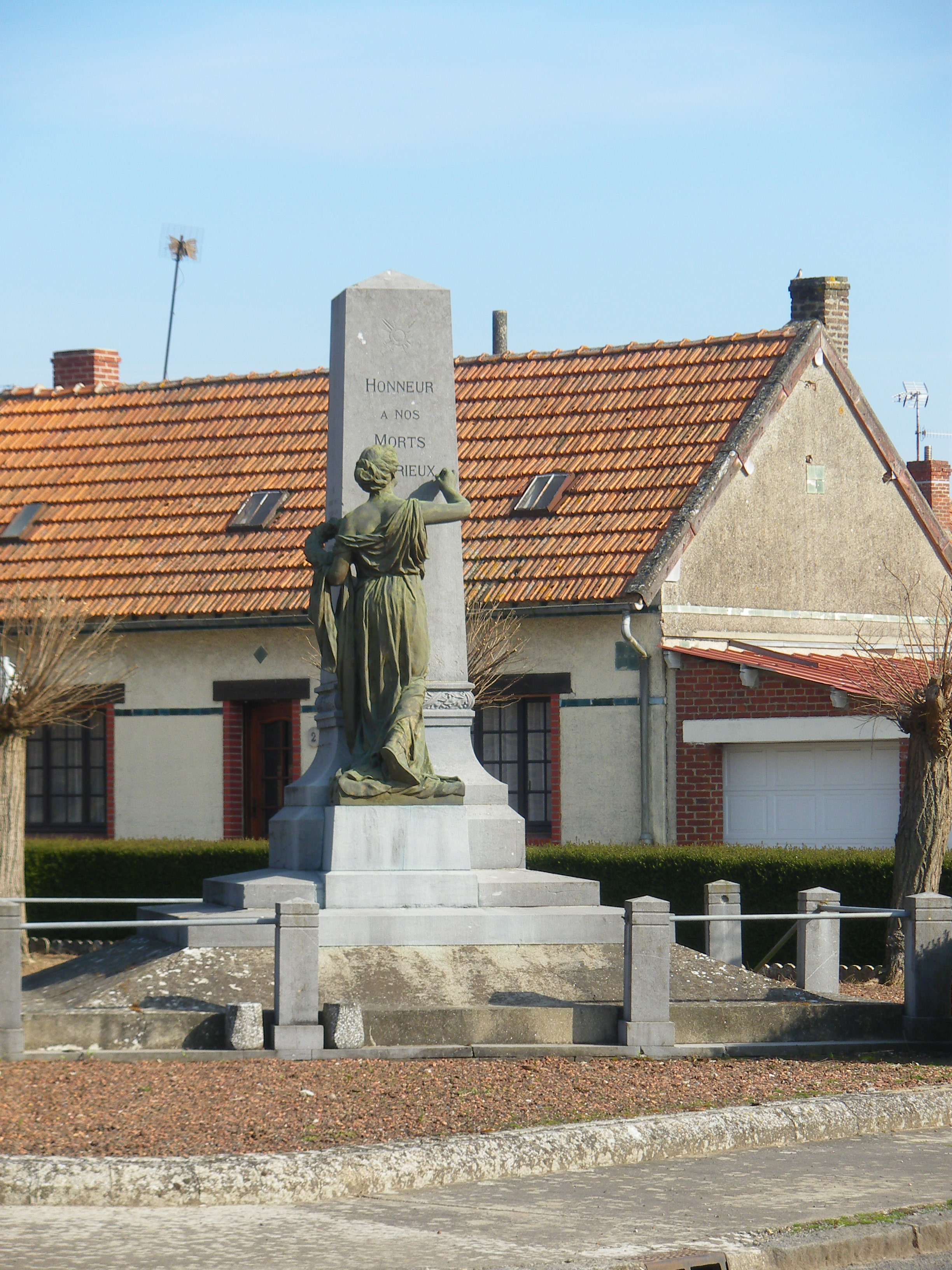
Le monument aux morts.

### Héraldique
| Blason de Adinfer | Blason  | Contre-vairé d'or et d'azur. |
| Blason de Adinfer | Détails | Adoption 1984                |

## Pour approfondir